# Zawr al-Qaadah
Zawr al-Qaadah (tiếng Ả Rập: زور القعادة) là một ngôi làng Syria nằm trong phó huyện Mahardah ở huyện Mahardah thuộc tỉnh Hama. Theo Cục Thống kê Trung ương Syria (CBS), Zawr al-Qaadah có dân số 2.064 trong cuộc điều tra dân số năm 2004. Cư dân của nó chủ yếu là Kitô hữu Chính thống Hy Lạp.